# Шлуночки головного мозку

Шлуночки головного мозку

Шлуночки головного мозку — порожнини в головному мозку, заповнені спинномозковою рідиною, яка виробляється судинним сплетенням.
До шлуночків головного мозку належать:
- Бічні шлуночки — лат. ventriculi laterales, (telencephalon); Бічні шлуночки головного мозку — порожнини в головному мозку, що містять ліквор, найбільші в шлуночковій системі головного мозку. Лівий бічний шлуночок вважається першим, правий — другим. Бокові шлуночки сполучаються з третім шлуночком за допомогою міжшлуночкових (монроєвих) отворів. Розташовуються нижче від мозолистого тіла, симетрично по боках від серединної лінії. У кожному бічному шлуночку розрізняють передній (лобовий) ріг, тіло (центральну частину), задній (потиличний) і нижній (скроневий) роги.
- Третій шлуночок — лат. ventriculus tertius, (diencephalon); Третій шлуночок мозку знаходиться між зоровими горбами, має кільцеподібну форму, оскільки у нього проростає проміжна маса зорових бугрів (лат. massa intermedia thalami). У стінках шлуночка знаходиться центральна сіра мозкова речовина (лат. substantia grisea centralis) в ньому розташовуються підкіркові вегетативні центри. Третій шлуночок зв'язаний з мозковим водопроводом середнього мозку, а позаду назальної спайки мозку (лат. comissura nasalis) — з бічними шлуночками мозку через міжшлуночковий отвір (лат. foramen interventriculare).
- Четвертий шлуночок — лат. ventriculus quartus, (mesencephalon). Розміщується між мозочком і довгастим мозком. Склепінням йому служить черв'ячок і мозкові вітрила, а дном — довгастий мозок і міст. Являє собою залишок порожнини заднього мозкового міхура і тому є спільною порожниною для всіх відділів заднього мозку, що становлять ромбоподібний мозок (лат. rhombencephalon) — довгастий мозок, мозочок, міст і перешийок. IV шлуночок нагадує намет, в якому розрізняють дно і дах. Дно, або основа, шлуночка має форму ромба, наче втисненого в задню поверхню довгастого мозку і мосту. Тому його називають ромбоподібною ямкою (лат. fossa rhomboidea). У задньому нижньому кутку ромбоподібної ямки відкривається центральний канал спинного мозку, а в передньому верхньому кутку — IV шлуночок з'єднується з водопроводом. Латеральні кути закінчуються сліпо у вигляді двох кишень (лат. recessus laterales ventriculi quarti), що загинаються вентрально навколо нижніх ніжок мозочка.

Два бічні шлуночки відносно великі, вони мають С-подібну форму і нерівно огинають спинні частини базальних гангліїв.
У шлуночках головного мозку синтезується спинномозкова рідина (ліквор), яка потім надходить у субарахноїдальний простір. Порушення відтоку ліквору з шлуночків проявляється гідроцефалією.

## Ілюстрації

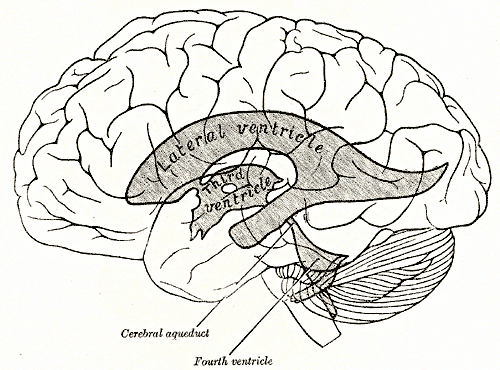
Шлуночки мозку.
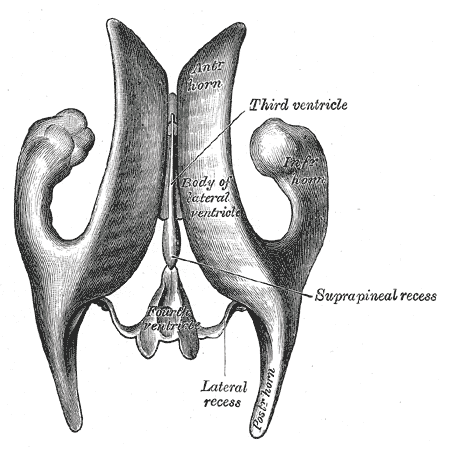
Шлуночки, вид зверху.